# Papuanska köket

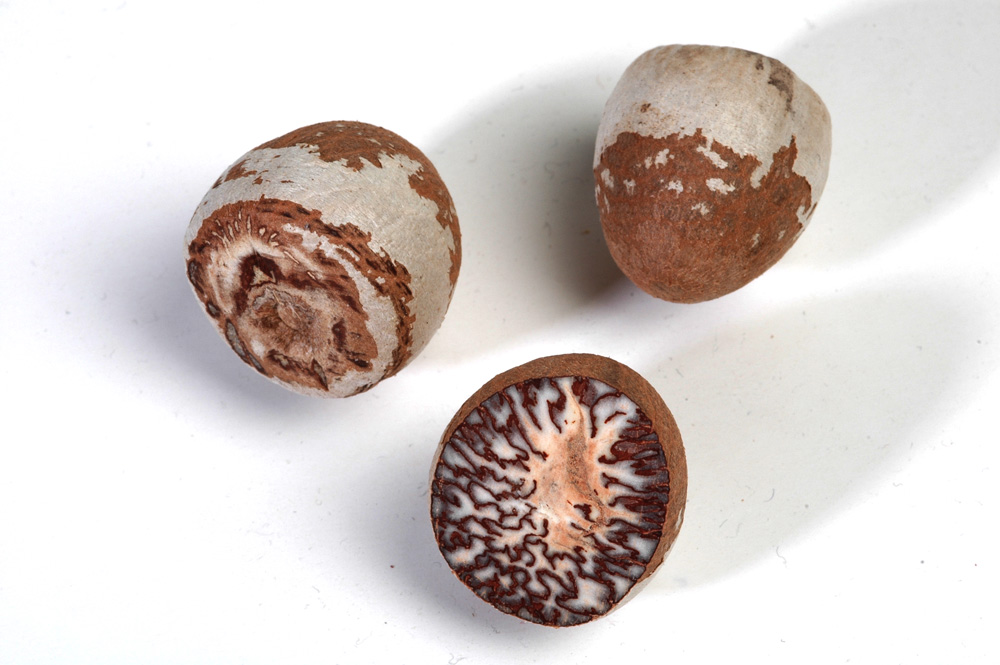
Betelnötter

Det papuanska köket är mat och matlagning i Papua Nya Guinea, och det är väldigt varierande. Torsk tillagad i bananblad och kokta grillade kastanjer är vanligt. Man använder många lokala råvaror såsom ananas, pawpaw, mango, passionsfrukt och bananer. Kokosnötter och därav kokosmjölk är vanliga längs kusterna. Rotfrukter såsom taro, kaukau, yams utgör tillsammans med fläskkött en stor del av maten. Grisen är högt aktad och bjuds på vid finare tillfällen. Färska humrar och krabbor är mycket billiga. Rätten mumu är traditionell och består av fläskkött, sötpotatis, ris och grönsaker, där kål av olika slag blivit populärt på senare tid. Kryddor har påverkat maten i Papua Nya Guinea mycket den senaste tiden med införseln från andra länder. Traditionellt användes bara kokosnötter, citronblad och ibland salt som smakförhöjare. Traditionellt tillagas maten direkt över en brinnande eld, ibland inslagna i blad eller direkt nedlagda i elden. Ibland lagas maten i lergrytor eller bambu. Köket har dock moderniserats och allt modernare tillagningsmetoder används. Elektriska spisar eller gasspisar blir allt vanligare och grillar är inte heller ovanligt. Betelnötter som blandas med senap och korallpulver bildar buai som invånarna på Papua Nya Guinea tuggar som ett slags njutningsmedel vilket färgar tänderna röda. Tills för bara ungefär 25 år sedan åt man fortfarande människokött och en del äldre män kommer fortfarande ihåg hur det smakar, och liknar det vid kyckling.
Maten delas traditionellt upp i tre huvudgrupper; ätbara växter (kumu), kött och fisk samt basfödor. Då köket varierar mycket från region till region så kan vissa regioner bara äta två av huvudgrupperna, medan andra regioner blandar alla i en gryta. Grönsaker används relativt sällan. Mogna frukter och nötter används inte i maten utan anses vara tilltugg.
Man äter ofta två mål om dagen; en liten frukost och ett stort kvällsmål, även om allt fler äter pajer eller smörgåsar eller liknande mitt på dagen.
Te- och kaffeodlingar är vanligt förekommande på Papua Nya Guineas högland. Öl produceras lokalt. Vattnet bör inte drickas från kranen.